# Ernst Stückelberg
Ernst Stückelberg   (Basilea, 1 de febrer de 1905 - Ginebra, 4 de setembre de 1984) va ser un físic i matemàtic suís, de nom complet: Johann Melchior Ernst Karl Gerlach Stückelberg, Freiherr von Breidenbach zu Breidenstein und Melsbach.

## Vida i Obra
El seu pare, Alfred Stückelberg, fou un advocat, fill d'un reconegut pintor suís. La seva mare, Alice Breidenbach, descendia d'una família aristocràtica alemanya, de la qual va heretar el títol de baró (Freiherr). Va acabar els estudis secundaris el 1923 i va començar els estudis de física a la universitat de Basilea, en la qual va obtenir el doctorat el 1927, després d'una estança a la universitat de Múnic amb Arnold Sommerfeld. A partir de 1928 va estar a la universitat de Princeton, on va conèixer el físic Philip M. Morse amb qui va escriure alguns articles conjuntament. El gener de 1932 va patir el primer atac de la malaltia mental que el va perseguir tota la vida: una psicosi maniacodepressiva. El 1932 va retornar a Suïssa on va ser breument professor de les universitats de Basilea i de Zúric, fins que el 1934 va ser nomenat professor de la universitat de Ginebra, càrrec que a partir de 1942 va compatibilitzar amb la universitat de Lausana. Oficialment es va retirar el 1975, però va continuar impartint una assignatura i participant en els seminaris del departament de física teòrica de la universitat de Ginebra i del CERN.
Malgrat els seus treballs pioners, es troben poques referències de la seva obra, en gran part no publicada. Potser el seu caràcter excèntric i la seva malaltia mental van fer que no fos gaire actiu en la propagació de la seva obra.
Son notables els seus treballs de Princeton, anteriors a 1932, sobre la dinàmica quàntica de les molècules, i els seus treballs posteriors sobre la teoria de camp unificat, en la qual va ser l'introductor de la idea que un positró pot ser entès com un electró que corre endarrere en el temps i en la qual va fer estudis profunds de la matriu S. Els darrers vint anys de la seva vida els va dedicar a l'estudi de la termodinàmica relativista.